# Лойд, Зак
Закари Роберт Лойд (англ. Zachary Robert Loyd; родился 18 июля 1987 года в Талсе, Оклахома, США) — американский футболист, защитник сборной США.

## Клубная карьера
Во время обучения в Университете Северной Каролины в Чапел-Хилл в 2006—2009 годах Лойд выступал за университетскую футбольную команду. В 2007 году он также играл за клуб PDL «Каролина Динамо».
В 2010 году на Супердрафте MLS Лойд был выбран в первом раунде под пятым номером клубом «Даллас». Его профессиональный дебют состоялся 11 апреля в матче против «Коламбус Крю». В своём дебютном сезоне Лойд помог клубу дойти до финала Кубка MLS. 26 июня 2011 года в поединке против «Портленд Тимберс» он забил свой первый гол за «Даллас». В 2016 году Зак помог команде завоевать Кубок Ламара Ханта и победить в регулярном сезоне.
13 декабря 2016 года на Драфте расширения MLS Лойд, будучи незащищённым от выбора, был выбран клубом «Атланта Юнайтед». За клуб из столицы Джорджии он дебютировал 14 июня 2017 года в матче кубка США против «Чарлстон Бэттери». 8 августа «Атланта Юнайтед» объявила, что Лойд пропустит оставшуюся часть сезона из-за травмы. По окончании сезона контракт игрока не был продлён.

## Международная карьера
22 января 2011 года в товарищеском матче против сборной Чили Лойд дебютировал за сборную США.

## Достижения
Командные
 «Даллас»
- Победитель регулярного сезона MLS — 2016
- Обладатель Кубка США — 2016